# Ensemble Kreuzstraße

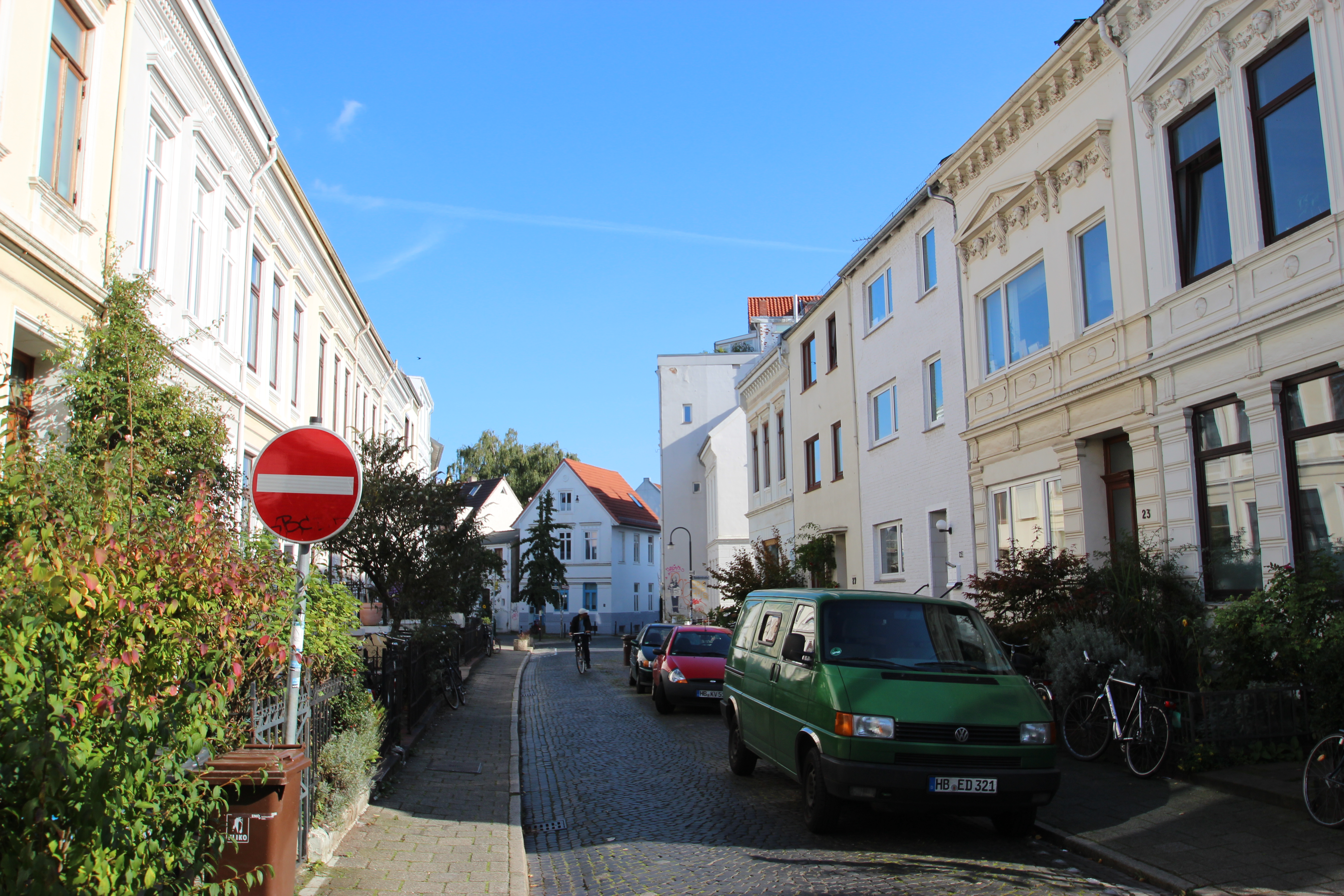
Ensemble Kreuzstraße

Das Ensemble Kreuzstraße befindet sich in Bremen, Stadtteil Mitte, Ortsteil Ostertor, Kreuzstraße 20   bis 110. Das Ensemble entstand um 1860 bis um 1870 bzw. 1895. Die Wohnhausgruppe steht seit 1973 unter Bremer Denkmalschutz.
Die Kreuzstraße führt in Ost-West-Richtung vom Sielwall bis zur Bleicherstraße. Sie wurde 1854 auf älteren Wegen am Paulsberg ausgebaut und benannt als eine sich „kreuzende“ Straße, welche den Sielpfad, die Weber- / Reederstraße, die Oberweserstraße und die Sankt-Pauli-/ Deichstraße kreuzt oder tangiert.

## Geschichte
Nur 50 Häuser befanden sich zu Beginn des 19. Jahrhunderts noch in zumeist offener Bauweise vor dem Ostertor; Handwerker, Wäscherinnen und Zigarrenmacher wohnten hier am Punkendeich. 1849 wurden Gebiete vom Ortsteil Ostertor eingemeindet und die Bürger erhielten das volle Bürgerrecht von Bremen. Zudem wurde der Osterdeich direkt an Weser angelegt und die alten  Deiche eingeebnet und damit zum Bauland. Die Sozialstruktur wandelte sich bis 1880. Am Osterdeich baute eine Oberschicht Villen und zwischen Osterdeich und  dem Ostertorsteinweg die Bauunternehmer Reihenhäuser als Bremer Häuser für eine  Mittelschicht. Eine Zigarrenfabrikation befand sich in Haus Kreuzstraße Nr. 33/35. 1858 standen an der Kreuzstraße etwa 100 Häuser. Eine Verdrängung der ansässigen Bevölkerung fand um 1865 bis 1875 statt.
Die überwiegend zweigeschossigen, dreiachsigen, verputzten klassizistischen Reihenhäuser mit Satteldächern Fensterumrahmungen und dem Schmuckfries sind  typische Vertreter des Bremer Hauses, die um 1860 und 1870 nach der Aufhebung der Torsperre entstanden. 
Der im Stadtteil häufig vorkommende Häusertyp Bremer Haus wurde in Bremen zwischen der Mitte des 19. Jahrhunderts und den 1930er Jahren errichtet. Charakteristisch sind das Souterrain als Tiefparterre, die tiefe Gebäudeform und der seitliche Eingang.
Aufwendiger wurde die dreigeschossige und verklinkerte Reihenhausgruppe Kreuzstraße 104 bis 110 erst 1895 nach Plänen von Diedrich Tölken im Stil des Historismus gebaut.
Keine Bremer Häuser sind die bereits um 1850 entstandenen einfachen, eingeschossigen Häuser (Nr. 69, 80, 82, 84, 86, 88), die für Handwerker oder Zigarrenmacher gebaut wurden. Das vor der Bauflucht stehende, eingeschossige Haus Nr. 53 kam erst um 1900 dazu.  
Die Großgarage Hinsch (43A–51B) mit damals 17 Boxen und den Wohnungen im Obergeschoss wurde erst 1927 bis 1929 nach Plänen der Bauunternehmer Carl Grabau und Emil Paust für den Bäcker Carl Müller gebaut. Dabei wurden die vorhandenen Wohnbauten teils umgebaut oder abgerissen. 1950 bis 1953 fanden Garagenerweiterungen statt. Hier ist heute ein  Taxiunternehmen ansässig.
Zu dem Ensemble gehören auch die Eckhäuser Oberweserstraße, Reederstraße, Sielpfad 11/12, Sielwall 55, 57, 59 und Weberstraße 58.
Heute (2018) werden die Häuser weiterhin für Wohnzwecke genutzt. 

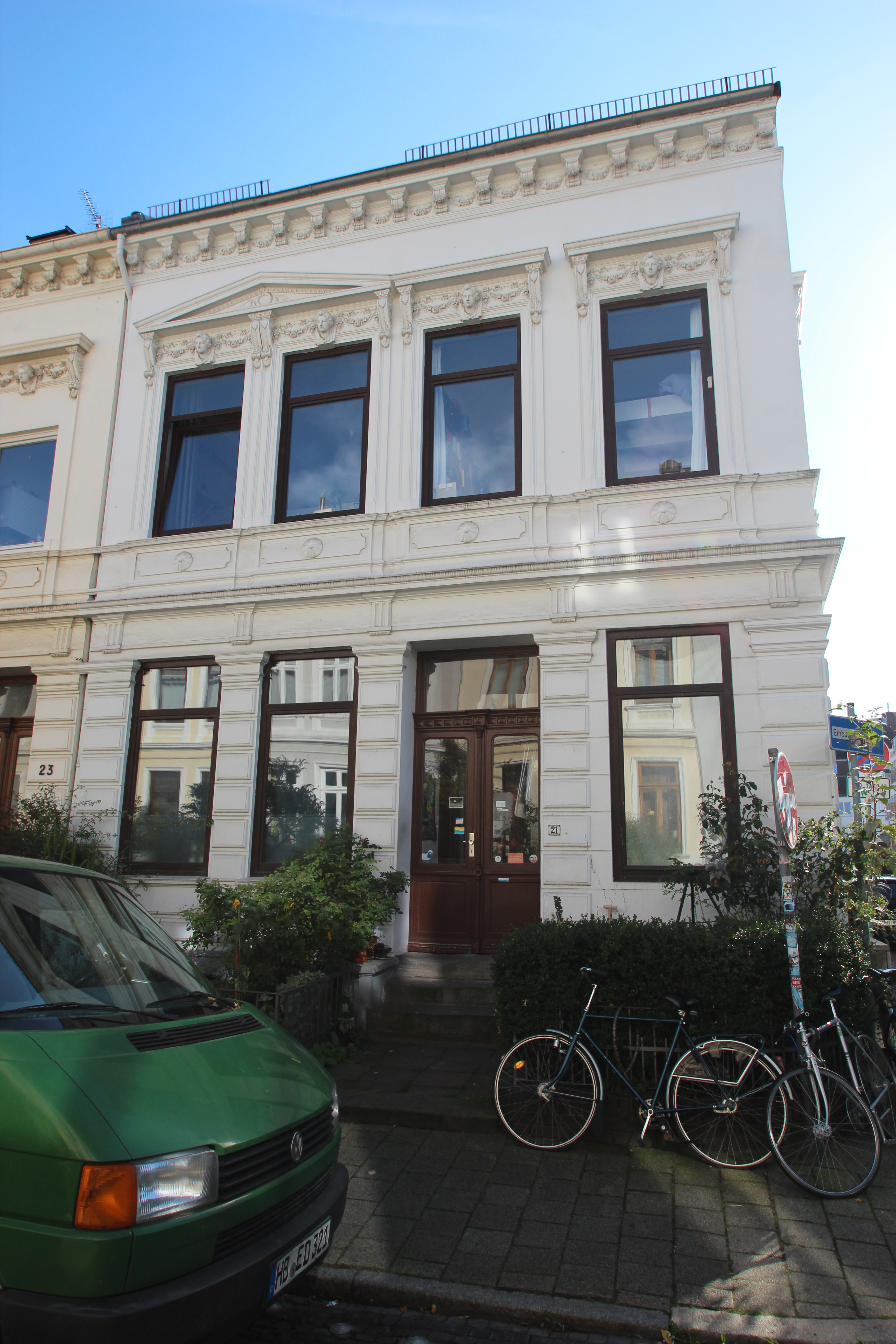
Nr. 21, um 1870
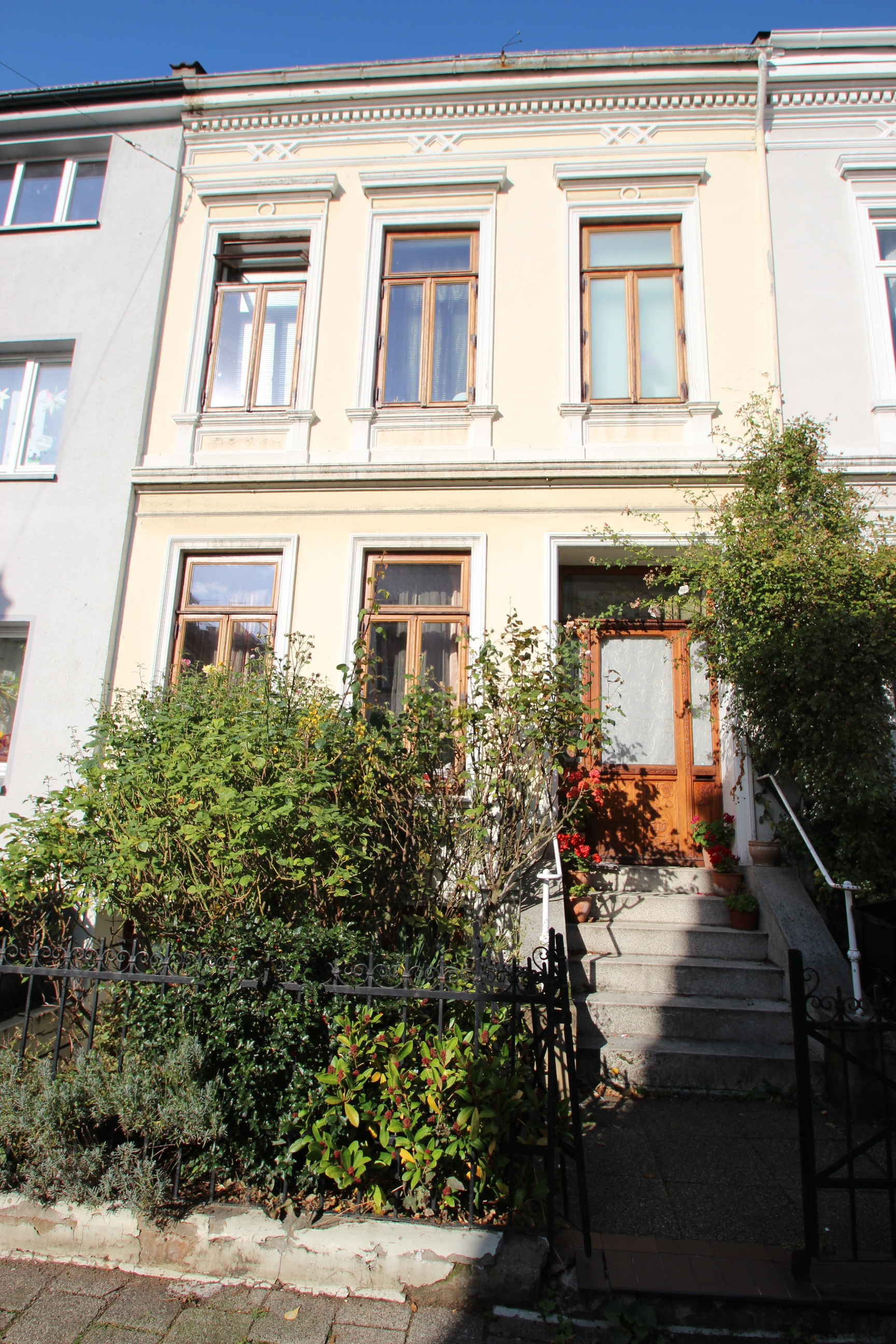
Nr. 24, um 1870
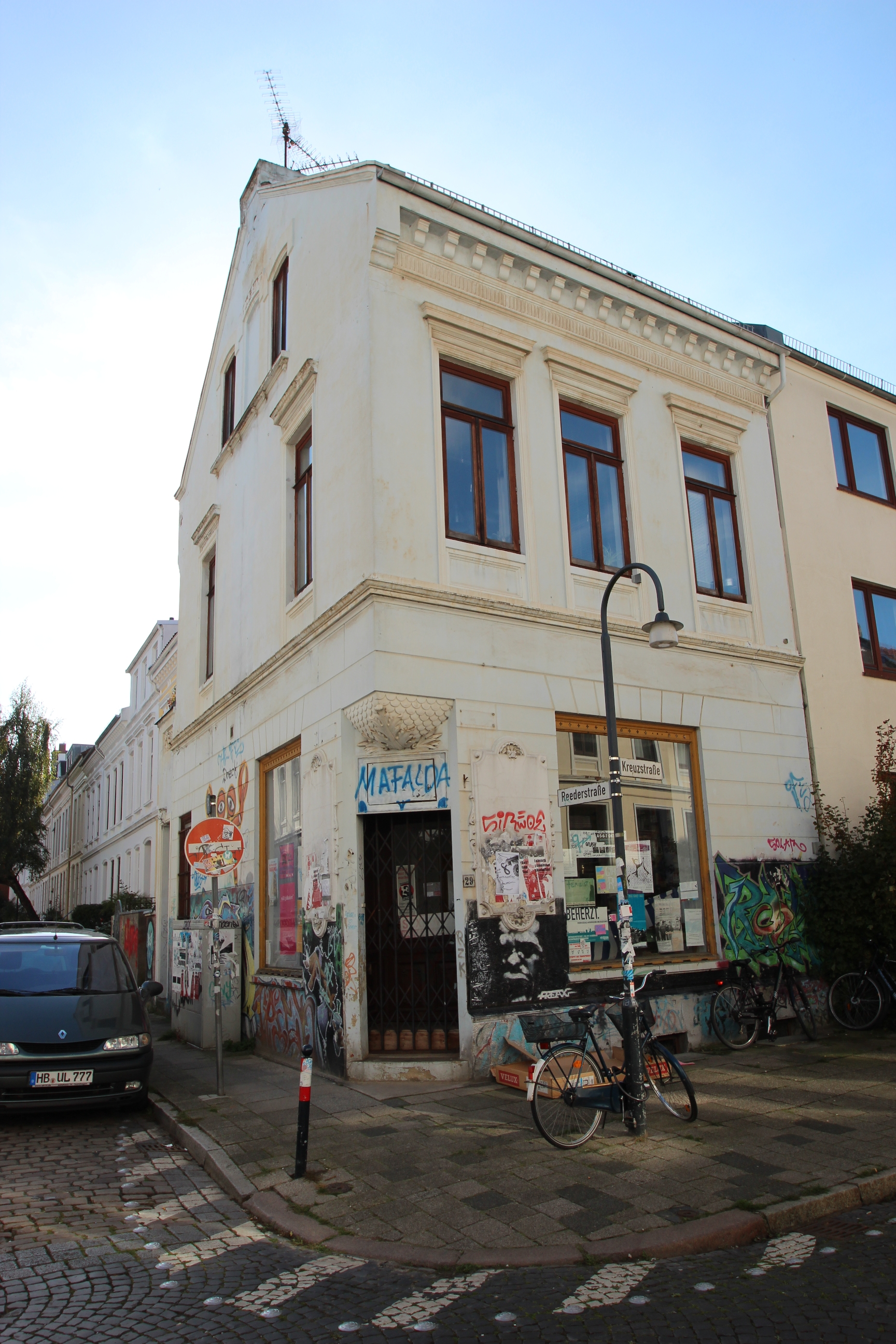
Nr. 29, um 1870
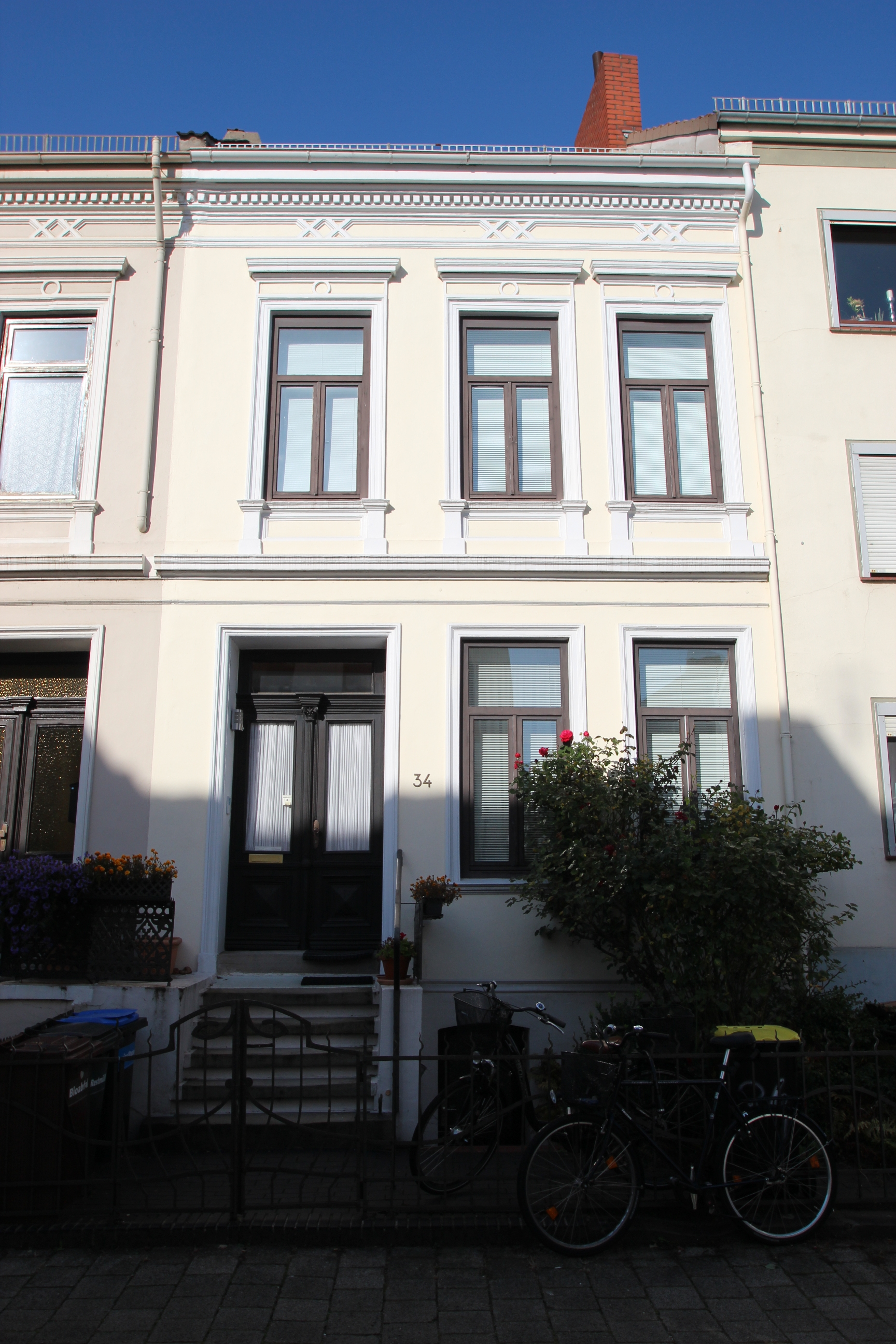
Nr. 34, um 1870
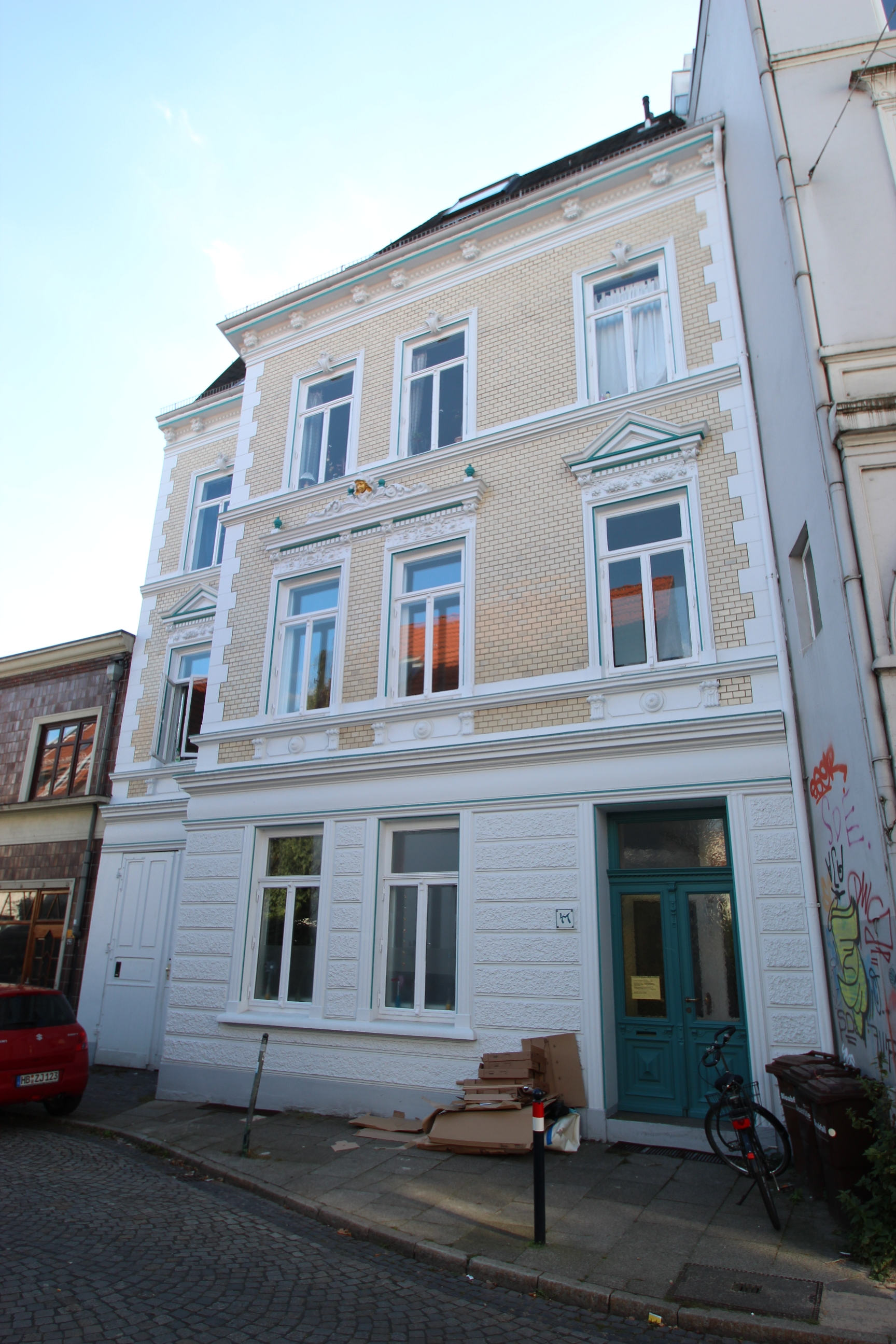
Nr. 41, 3-gesch., 1860
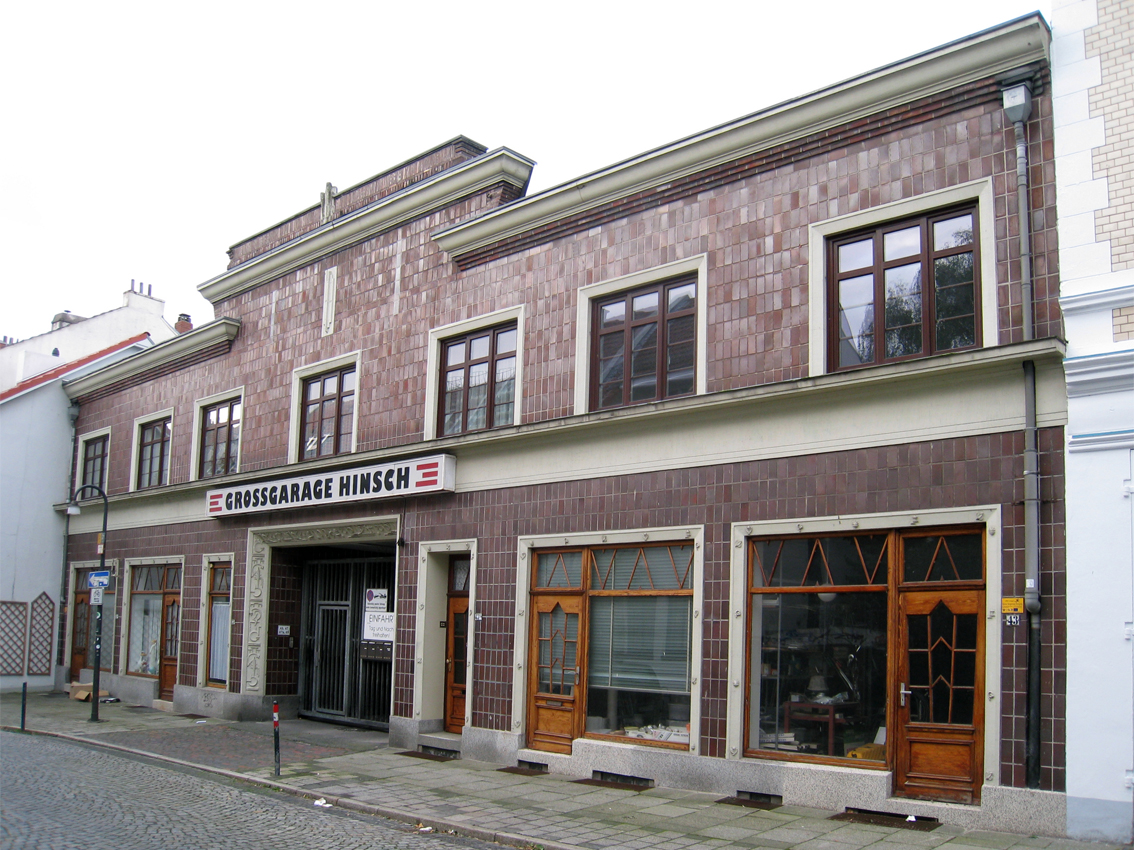
43–51: Garage Hinsch
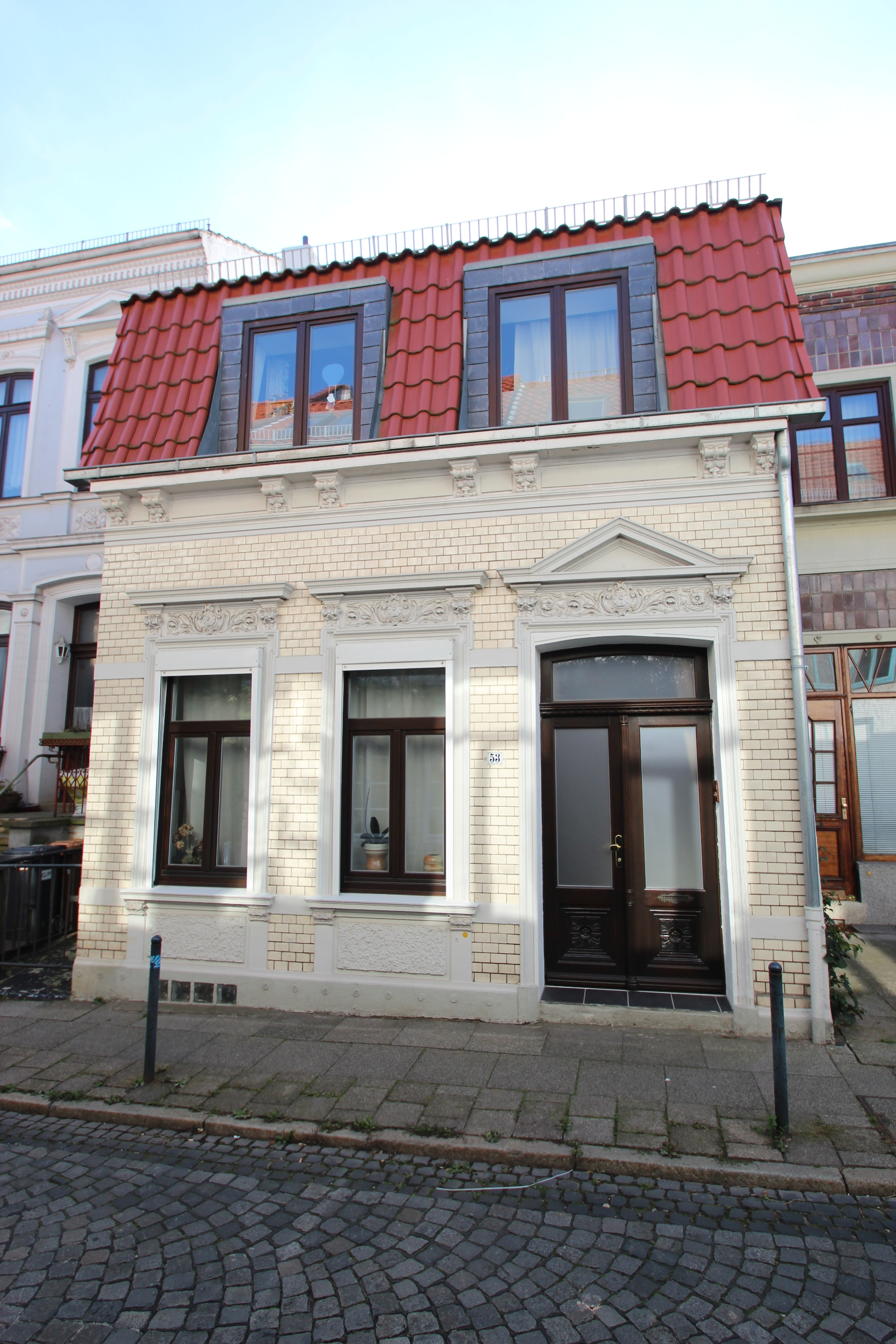
Nr. 53, 1-gesch., um 1900
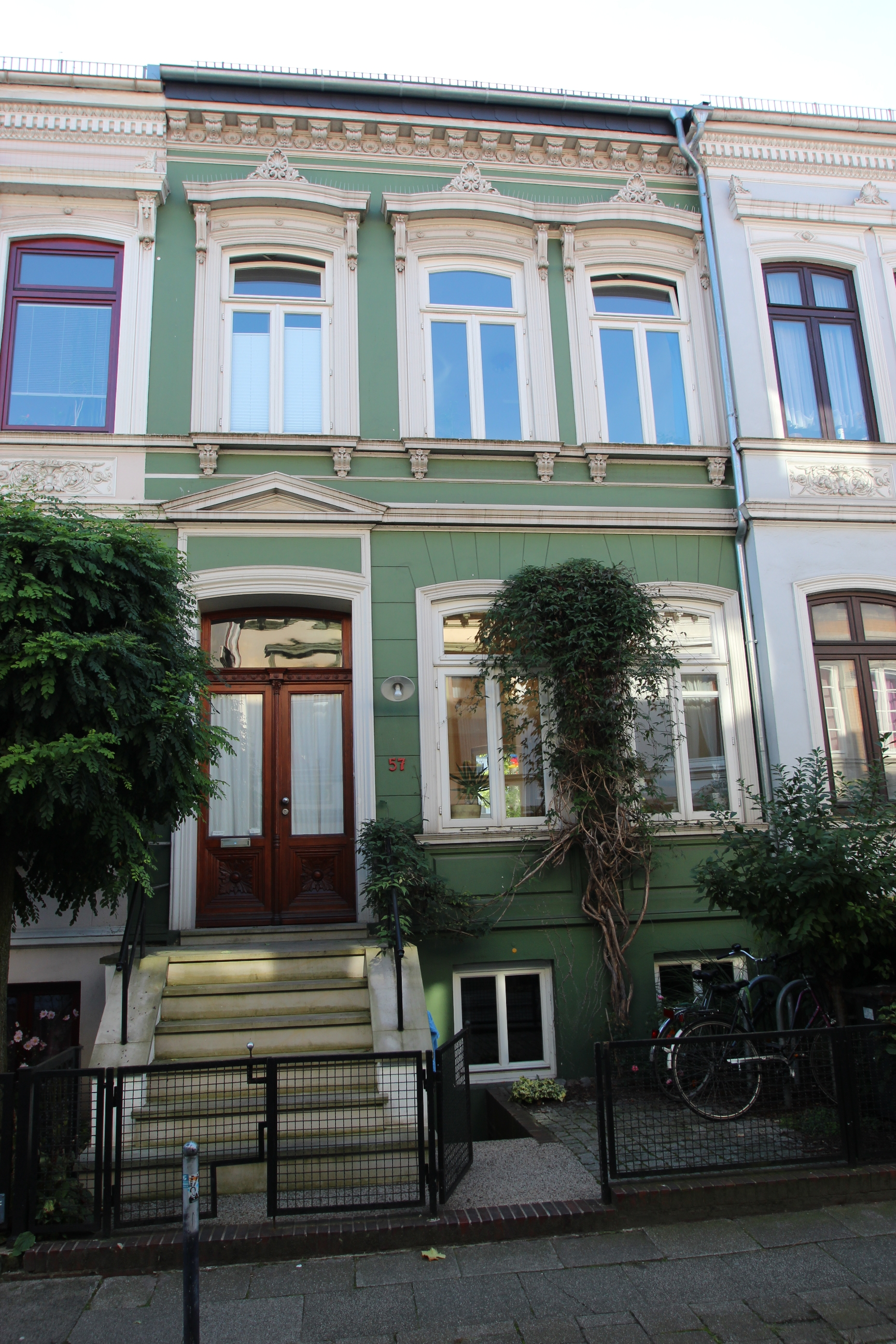
Nr. 57, um 1875
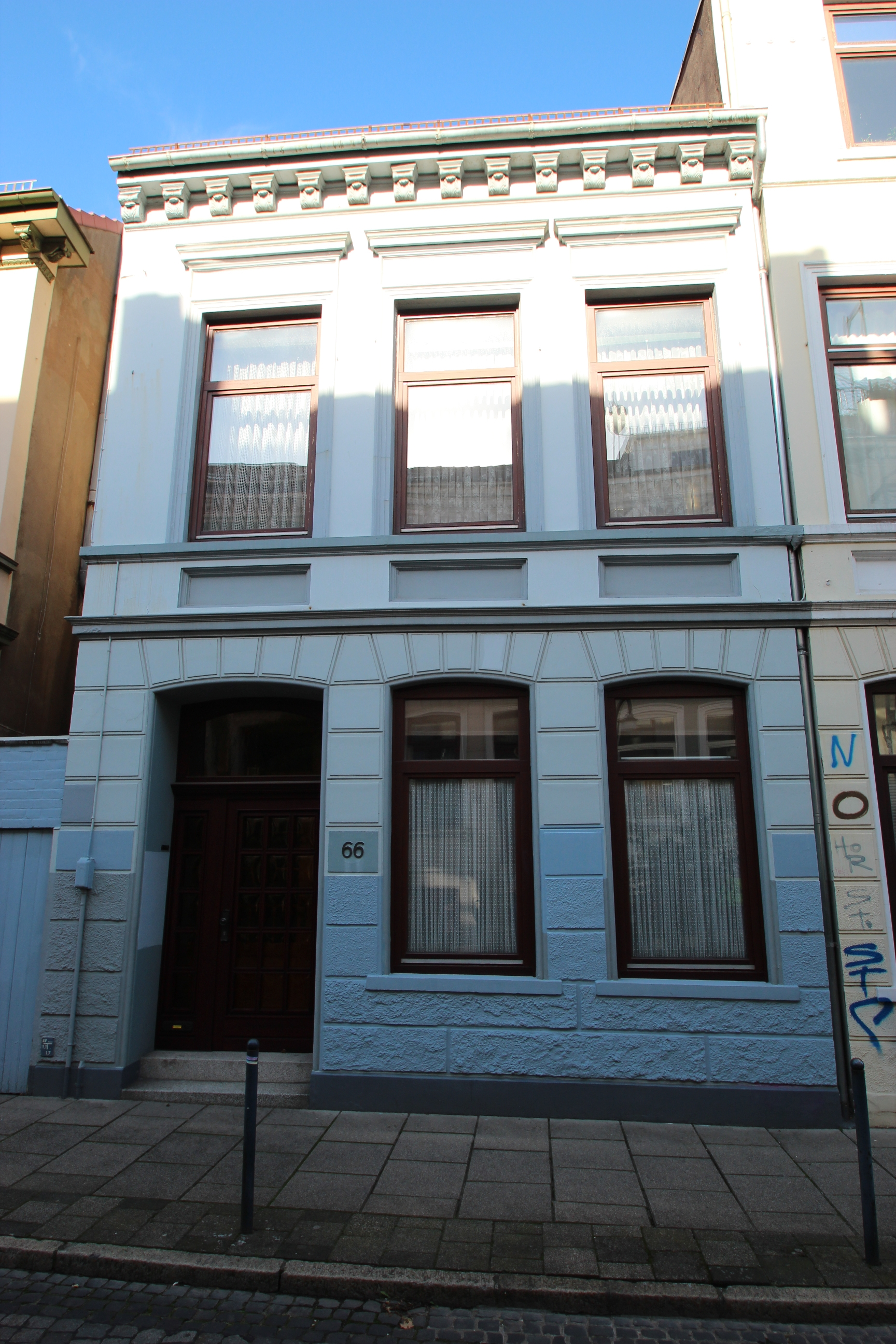
Nr. 66, um 1860
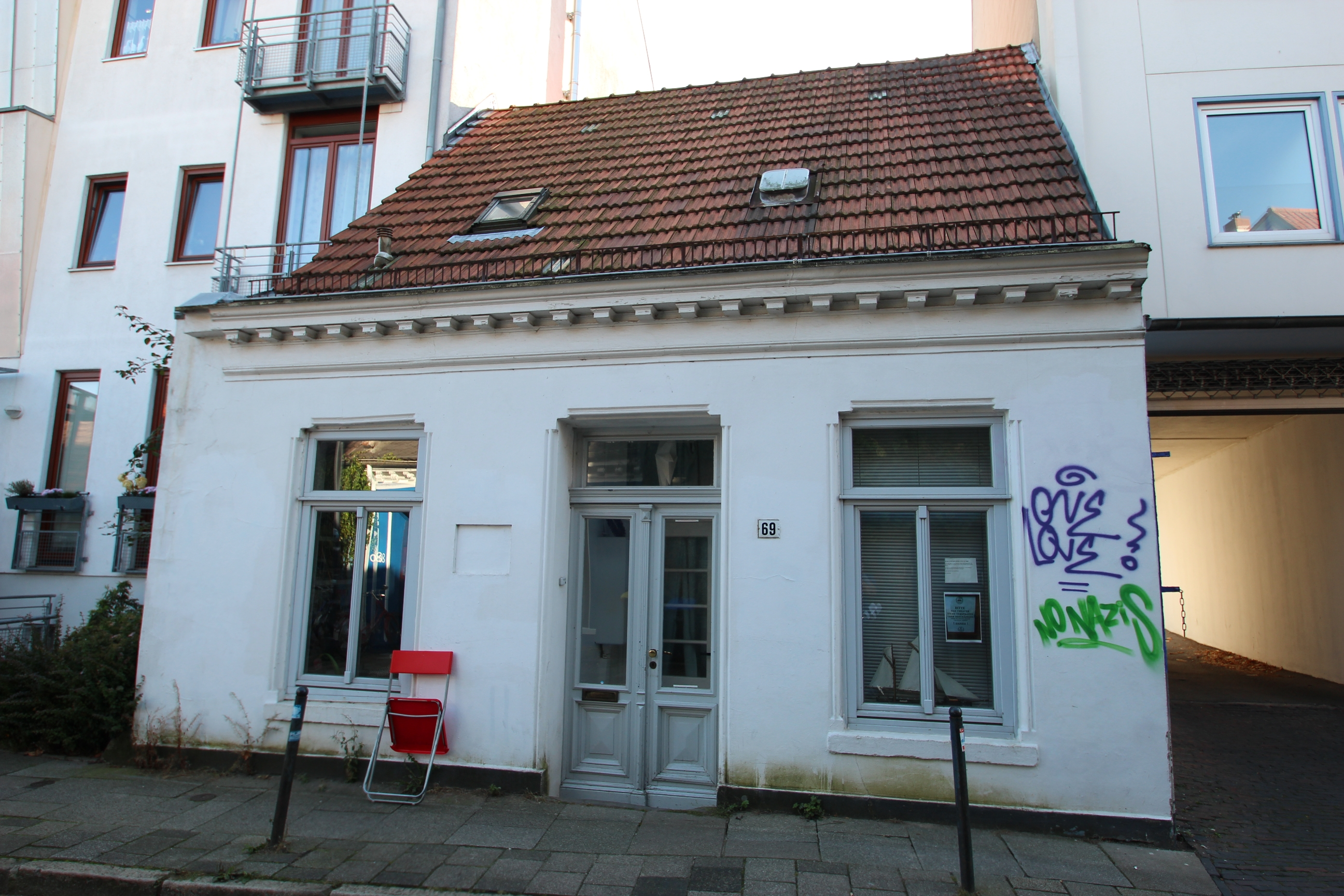
Nr. 68, 1-gesch., 1860
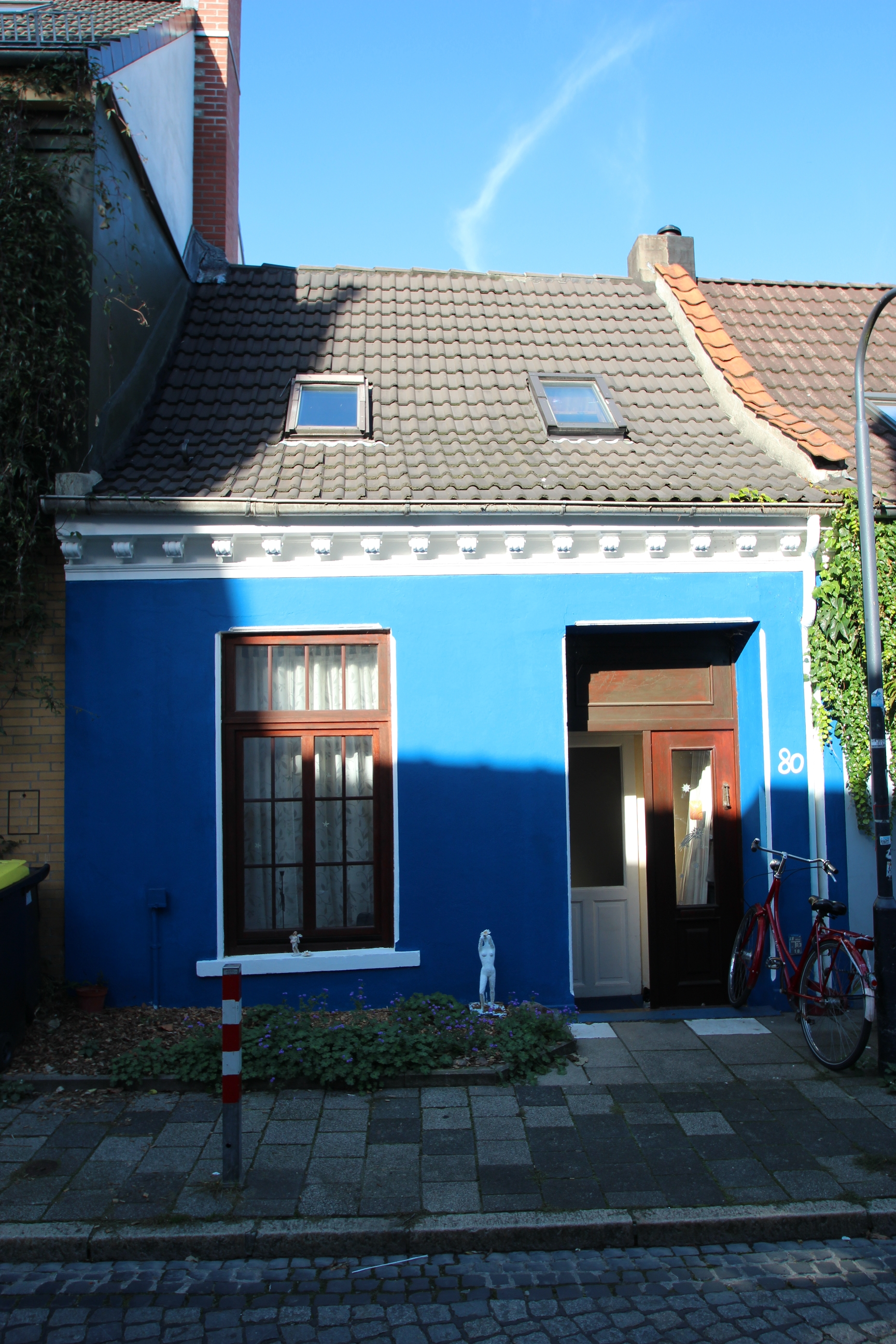
Nr. 80, 1-gesch., 1860
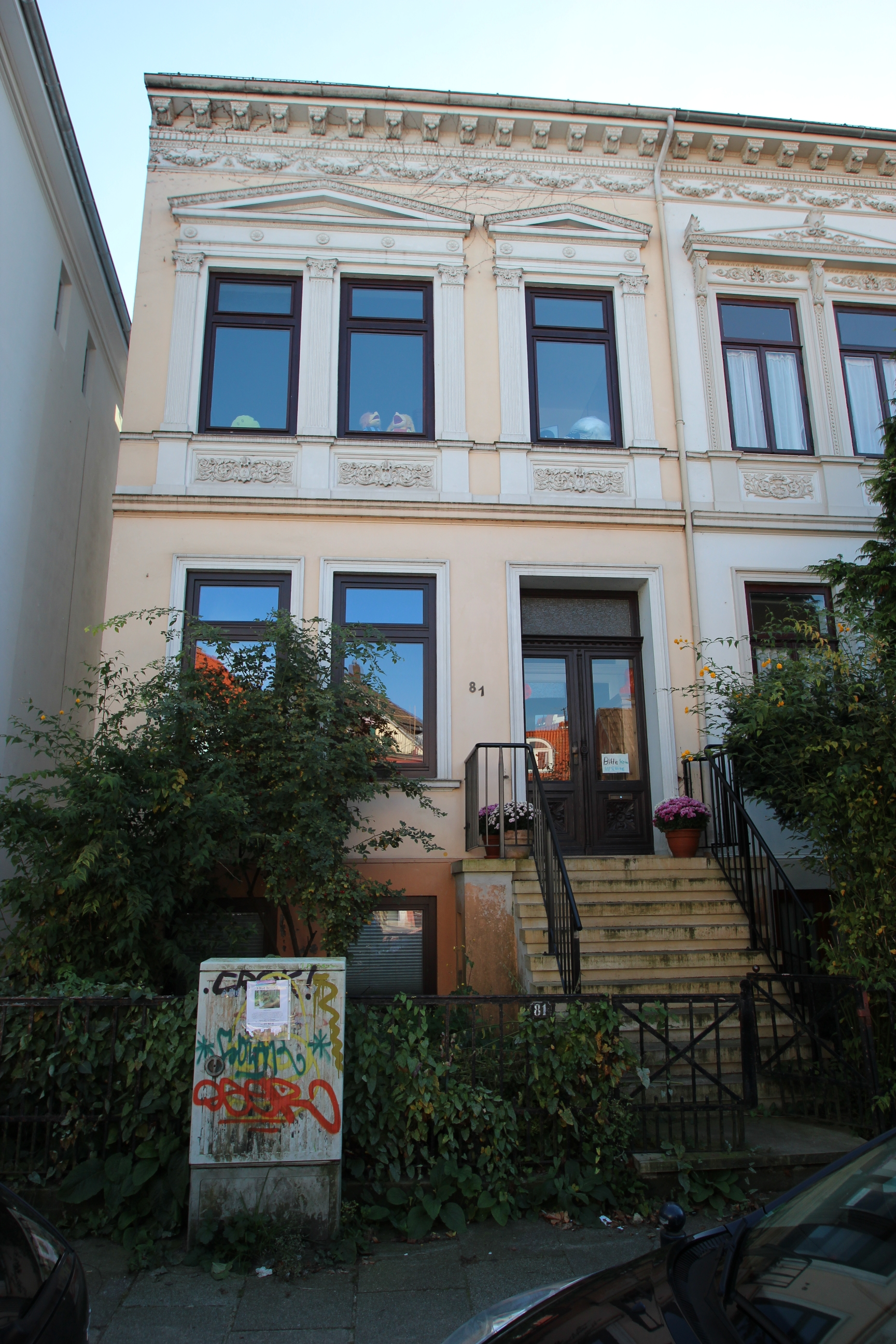
Nr. 81, um 1875
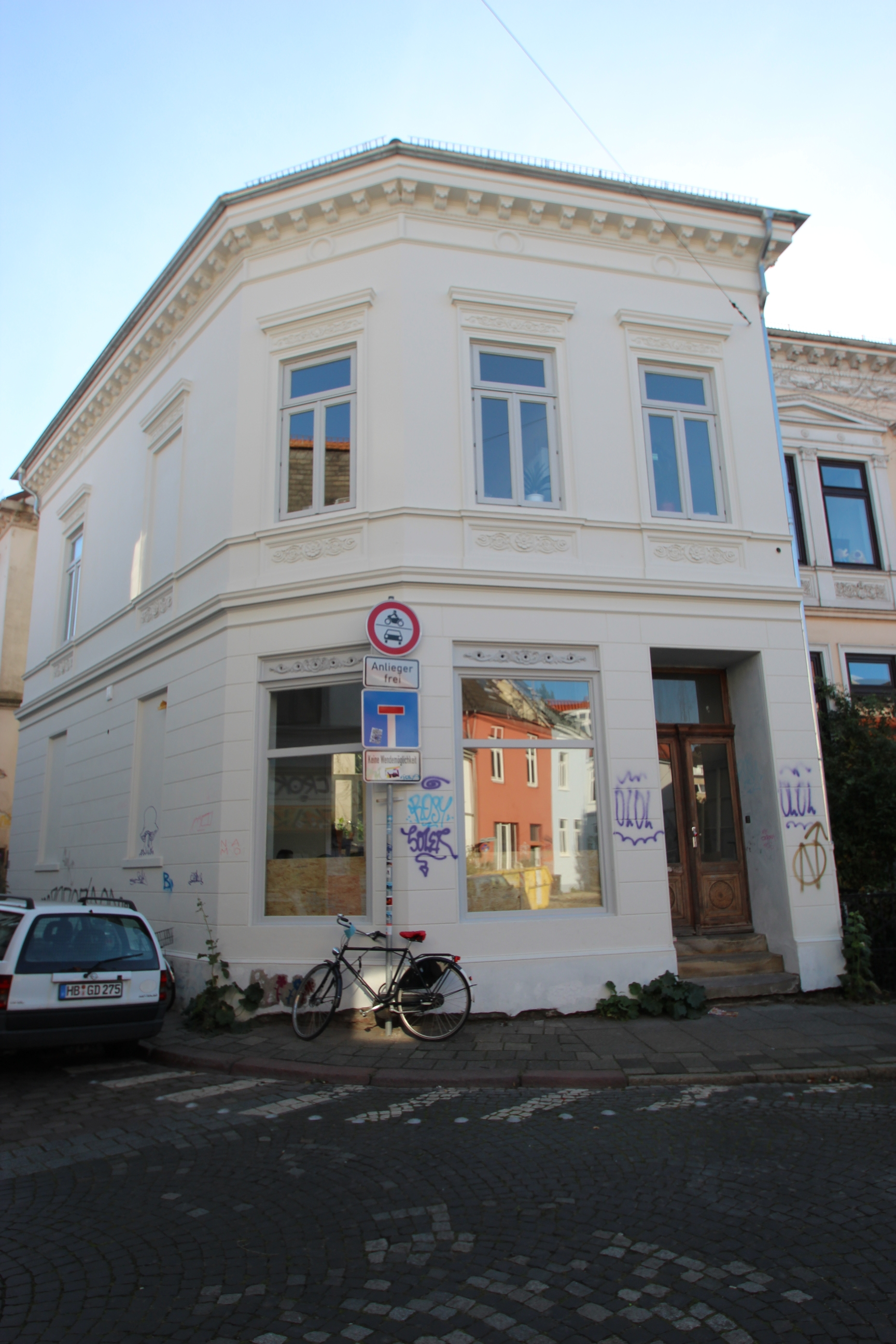
Nr. 83, Eckhaus, 1875
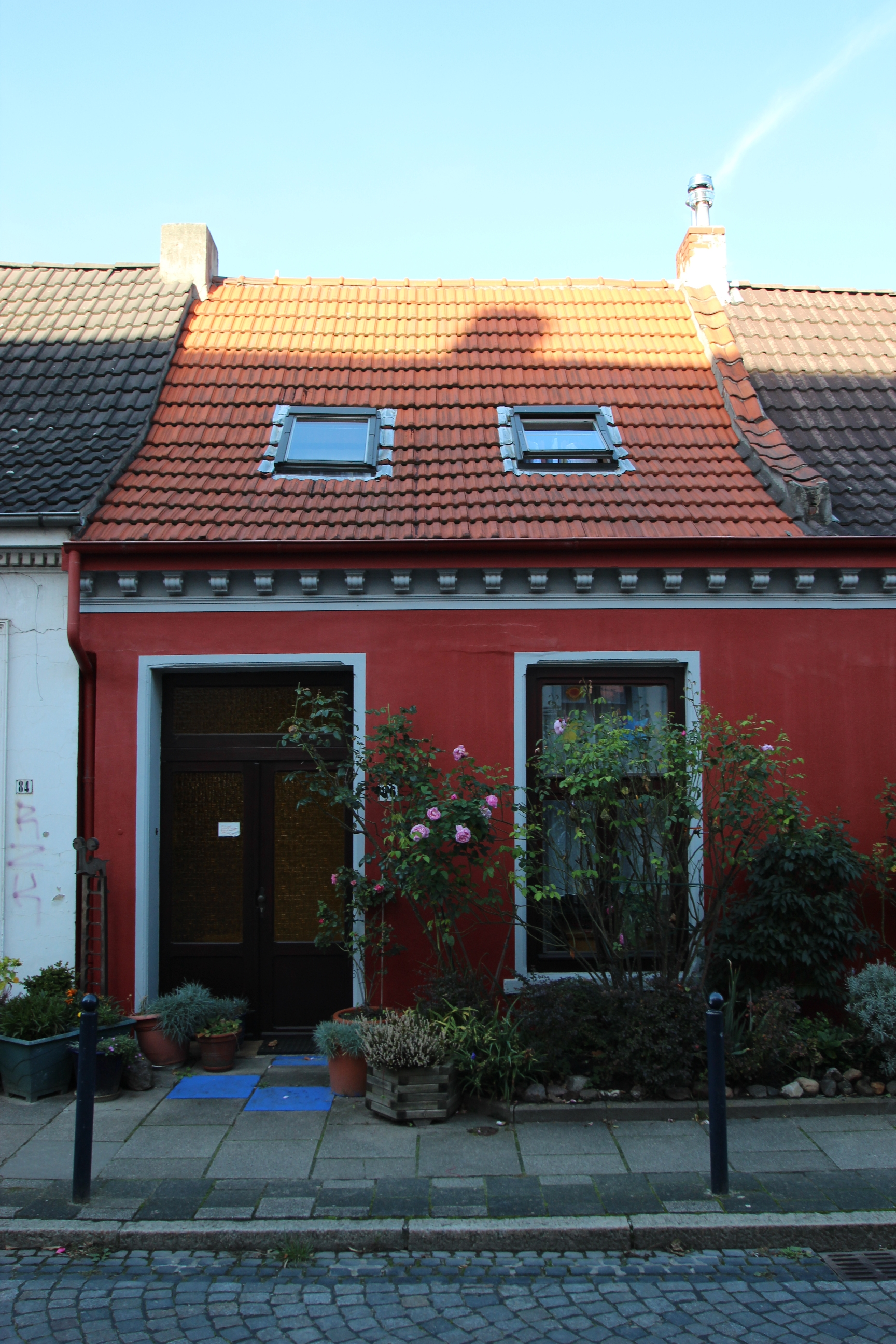
Nr. 86, 1-gesch., 1850
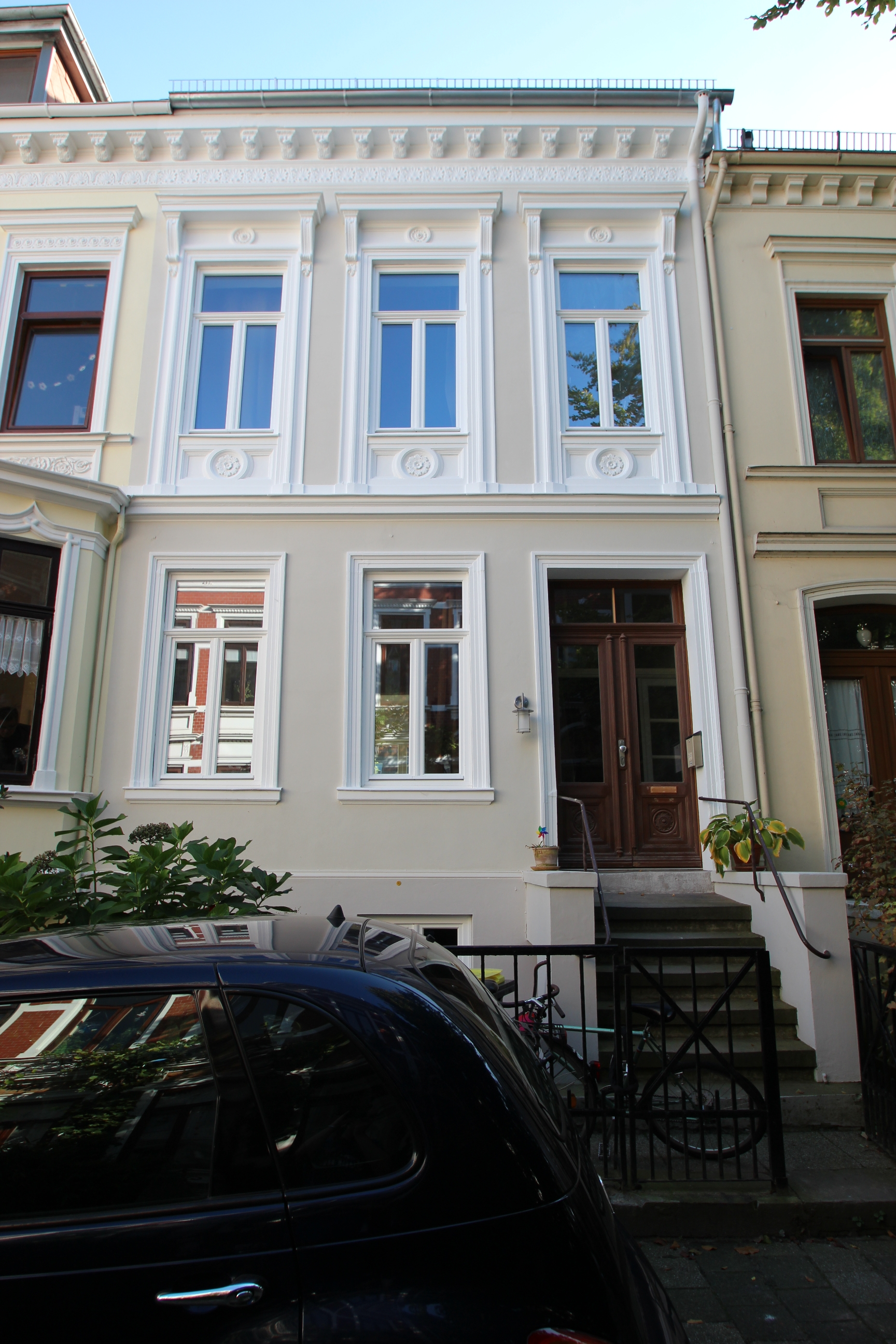
Nr. 97, um 1865
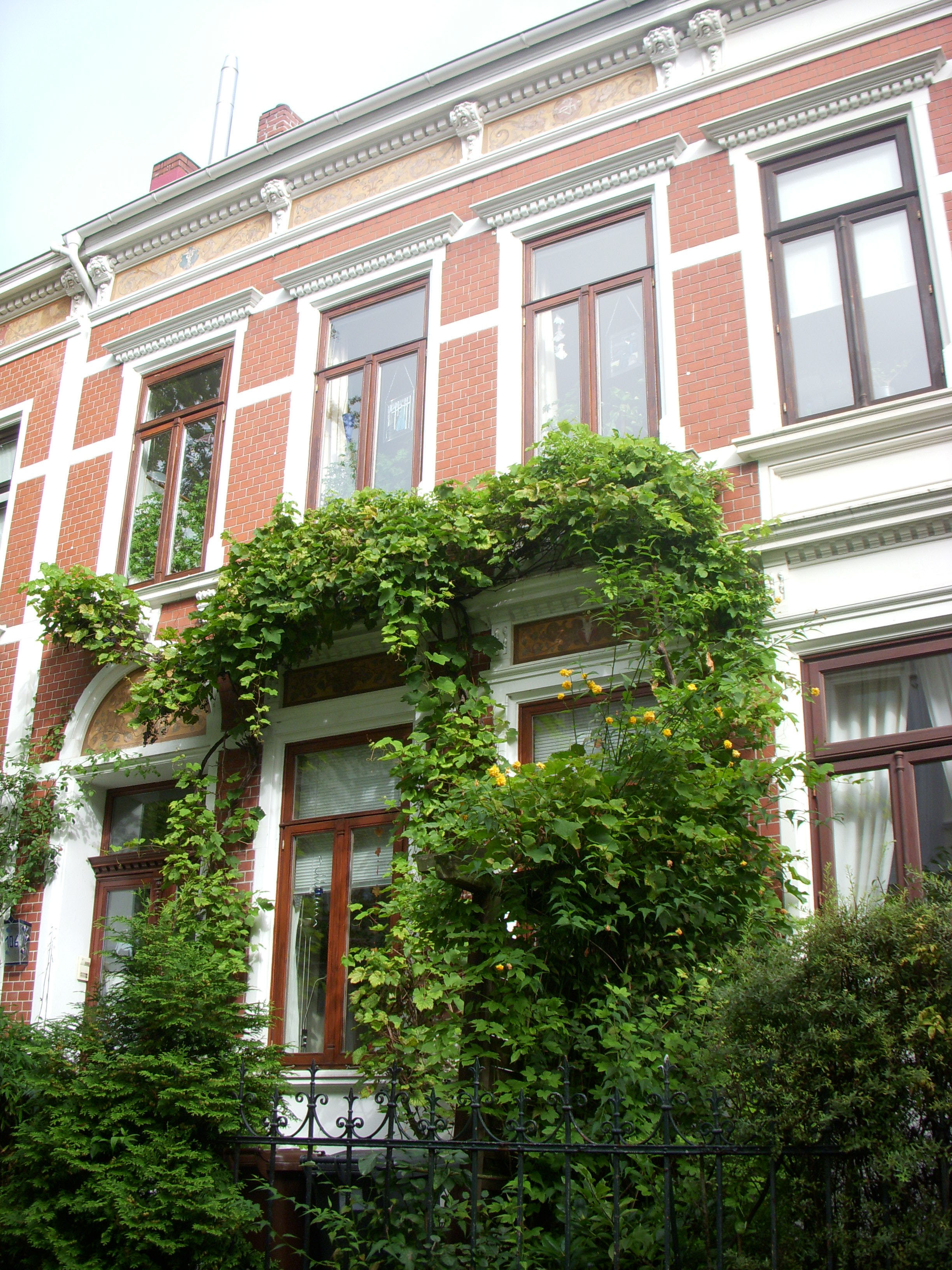
Nr. 104 bis 110 von 1895